# Kruiku
Kruiku je pesniška oblika, ki se v formi zgleduje po klasični japonski kratki obliki, trivrstičnici haiku. Sestavljen je iz 17 zlogov, od tega jih je 5 v prvem, 7 v drugem in 5 v tretjem verzu.
Poimenovanje je nastalo iz kombinacije besed krut in haiku, torej kruiku.

## Nastanek
Prvi, ki je zagledal možnost razvoja klasičnega haikuja v kruiku, ga tako poimenoval in uvedel v slovenski pesniški prostor, je član spletnega portala Pesem.si -  Mark Mandy – Yoda.

## Pravila in teme
Kruiku izhaja iz haikuja, vendar upodablja drugačne impresije iz narave in okolice ter avtorjevega doživljanja sveta; upodobi nek realen, krut dogodek, stvar, dejanje ali njegovo tragično, neprijetno, grozljivo ali žalostno posledico. Kruiku se izogiba metaforam in je napisan preprosto, brez olepšav, ponavljanj, rim in drugega pesniškega okrasja. 
Kruiku stremi k temu, da z odkrito sliko prikaže probleme, težave, stiske posameznika in celotne družbe v naši civilizaciji. Medtem ko tvorec haikuja pričakuje, da bralec podoživi njegovo dojemanje narave in okolice, avtor kruikuja želi z orisanim krutim realnim dogodkom, dejanjem, ali njihovo posledico v bralcu prebuditi občutek nemoči, odpora, žalosti, bede, usmiljenja, protesta in bralca spodbuja k angažiranosti. Spodbuditi želi zavedanje, da svet ni vedno lep in da je čas za spremembe:
Malček jokaje

objema preostanek

svoje matere

(Mark Mandy)
Včasih avtor s kruikujem prikaže tudi to, da je tudi sprejemanje krutega sveta in resignacija ob nemoči del naše realnosti:
Psiček ob cesti

moli iztegnjen jezik

v svoje možgane

(Mark Mandy)
Opomba: kruiku s psičkom je prvi objavljeni kruiku, 20. 11. 2009 na spletnem portalu pesem.si in je natisnjen v zborniku PESEM SI 2010 (str. 71, Velike Lašče: Zavod za razvijanje ustvarjalnosti).
Ni nujno, da je kruiku resničen, da ga je avtor v živo videl, srečal ali doživel. 
Lahko nastane v avtorjevi domišljiji, ob gledanju novic na televiziji, pri branju časopisa, brskanju po spletu itd., predvidevanju posledic svetovnih in intimnih dogajanj … vendar pa mora biti realen:
V vodnjaku deček 

s puščico v golem hrbtu

plava mrtvaka.

(Mark Mandy)

### Izjeme
Izjeme v odstopanju pri formi so dopustne, če se z dodajanjem ali odvzemanjem zlogov doseže večja sporočilnost:
Prometna nesreča- (6)

med zmečkanimi trupli (7)

ni pijanega krivca. (6)

(Mark Mandy)